# Monegrillo
Monegrillo és un municipi d'Aragó situat a la província de Saragossa i enquadrat a la comarca dels Monegres, en ple hàbit estepari.